# بالک شگفت‌انگیز
بالک شگفت‌انگیز (انگلیسی: The Amazing Bulk) یک فیلم است که در سال ۲۰۱۲ منتشر شد. این فیلم از سری فیلم های هالک تقلید شده است.
این فیلم برای اولین بار به صورت DVD در ۱۷ آوریل ۲۰۱۲ میلادی با بودجه ۱۴۰۰۰ دلاری منتشر شد.

## داستان
هنری هاوارد دانشمندی است که برای ژنرال داروین کار میکند و از طرفی دیگر به دختر او هانا علاقه دارد. او نمونه آزمایشی را به خودش تزریق میکند و تبدیل به غولی بنفش میشود و....

## بازخورد ها
این فیلم با نقد های منفی بسیار روبه‌رو شد. معتقدین از عملکرد بازیگران ، داستان و جلوه های ویژه کلیشه ای تاختند و این فیلم را پوچ توصیف کردند. کارگردان این فیلم لوئیس شرنبرون در جواب به نظرات معتقدین ، آن ها را به نفهمیدن فیلمش متهم کرد.